# Vinko Šamarlić
Vinko Šamarlić (Zavidovići, 8. ožujka 1964. – Sarajevo, 9. lipnja 1992.), bosanskohercegovački džudoka. 

## Životopis
Vinko Šamarlić je rođen 8. ožujka 1964. godine u Crkvici kod Zavidovića. Osnovnu školu je završio u rodnom gradu, nakon čega dolazi u Sarajevo gdje pohađa Srednju policijsku školu. Po završetku škole zapošljava se kao policajac. Godine 1985. godine dolazi u Specijalnu jedinicu gdje postaje komandir borbene jedinice s činom kapetana. Paralelno s ovim aktivnostima Šamarlić se bavi i džudom u sarajevskom JK Željezničar. Kao džudoka postaje reprezentativac Bosne i Hercegovine.
Početkom opsade Sarajeva Vinko Šamarlić ispunjava osnovne predispozicije za odlazak na Olimpijske igre koje su se 1992. godine održavale u Barceloni. Dobio je i suglasnost vojnih vlasti da se umjesto borbi na prvim linijama obrane Sarajeva posveti pripremama za olimpijske igre. Unatoč tome, Vinko odlučuje ostati sa suborcima iz Specijalne postrojbe Ministarstva unutrašnjih poslova Bosne i Hercegovine – Odred Bosna. Kao borac, poginuo je 9. lipnja 1992. godine u obrani Sarajeva u naselju Hrasno Brdo.
Vinko je bio drugi specijalac, koji je nakon pogibije Ozrenka Mandića – Buce položio život u obrani Sarajeva. Postumno je odlikovan i "Zlatnom policijskom zvijezdom", "Medaljom za hrabrost" i "Ordenom zlatnog grba sa mačevima". 
U znak sjećanja na Vinka Šamarlića jedna od sarajevskih ulica nosi njegovo ime, a pokrenut je i memorijalni džudo turnir koji organizira JK Željezničar.

## Vanjske poveznice
- Na današnji dan poginuo je heroj Sarajeva, džudista - Vinko Šamarlić